# Omega d'Orió
Omega d'Orió (ω Orionis) és un estel en la constel·lació d'Orió de magnitud aparent +4,57 situat aproximadament a 1380 anys llum de distància del Sistema Solar. Es troba envoltat per un núvol de pols, formant una modesta nebulosa de reflexió de més d'una any llum d'un extrem a un altre.
Omega d'Orió és un gegant blau de tipus espectral B3 IIIe amb una temperatura efectiva de 19.100 K. Incloent una gran quantitat radiació ultraviolada emesa, Omega d'Orió brilla amb una lluminositat 15.275 vegades major que la del Sol. Amb un radi 11,4 vegades més gran que el radi solar, la seva velocitat de rotació projectada —181 km/s— implica un període de rotació inferior a 3,15 dies. No obstant això, la seva velocitat de rotació real pot aconseguir els 450 km/s, estimant-se que el seu eix es troba inclinat 24º respecte a la línia de visió. Té una massa 10,5 vegades superior a la del Sol, just per sobre del límit a partir del qual els estels exploten com a supernoves. La seva edat s'estima en 19 milions d'anys i només recentment ha començat la seva etapa com a gegant.
Com a conseqüència de la seva ràpida rotació, Omega d'Orió és una estrella Be. Entre els estels d'aquesta classe, va ser la primera on es va mesurar el camp magnètic, resultant ser 1000 vegades major que el de la Terra. Omega d'Orió és, com moltes estrelles Be, un estel variable la lluentor del qual varia 0,19 magnituds. Així mateix, s'han observat petites variacions degudes a pulsacions no radials, amb períodes de 0,97 i 2,19 dies.